# Wakatobiglasögonfågel
Wakatobiglasögonfågel (Zosterops flavissimus) är en nyligen urskiljd fågelart i familjen glasögonfåglar inom ordningen tättingar.

## Utbredning och systematik
Wakatobiglasögonfågeln förekommer enbart i Wakatobiöarna sydost om Sulawesi i Indonesien. Den behandlades tidigare som underart till gulbukig glasögonfågel (Zosterops chloris). Studier visar dock på genetiska, morfologiska och lätesmässiga skillnader.

## Status
Wakatobiglasögonfågeln har ett mycket litet utbredningsområde, men är en vanlig fågel och tros inte vara hotad. IUCN kategoriserar den som livskraftig.